# دمیتریفکا (سرزمین آلتای)
دمیتریفکا (به لاتین: Dmitriyevka) یک منطقهٔ مسکونی در روسیه است که در سرزمین آلتای واقع شده‌است.